# André Gallas
Pour les articles homonymes, voir Gallas.
André Gallas, né le 12 juillet 1907 à Bourail et mort le 17 décembre 1956 à Toulon, est un militaire et résistant français, Compagnon de la Libération. Commercial en poste en Afrique, il se rallie à la France libre en 1940 et combat en Afrique, au Proche-Orient, en Italie et en France où il est grièvement blessé. Après la guerre, il entre dans l'administration coloniale et exerce en métropole et en Afrique.

## Biographie

### Jeunesse et engagement
André Gallas naît le 12 juillet 1907 à Bourail en Nouvelle-Calédonie d'un père médecin dans la marine. De 1917 à 1926, il est élève du Prytanée national militaire à La Flèche. Après son baccalauréat, il devient agent commercial dans l'import-export et obtient un poste au Cameroun.

### Seconde Guerre mondiale
Toujours en poste au Cameroun, il est mobilisé en 1939. Mécontent de l'armistice du 22 juin 1940, il se rallie à la France libre en même temps que la colonie le 27 août. Engagé dans les forces françaises libres, il participe à la campagne du Gabon avec la légion du Cameroun. Au début de l'année 1941, il est affecté à la 13e demi-brigade de légion étrangère avec laquelle il prend part à la campagne d'Érythrée puis à la campagne de Syrie en juin. Après cette dernière campagne, il suit le cours des élèves officiers à Damas et en sort aspirant avant d'être muté au bataillon de marche no 11 (BM11). En avril 1942, le BM11 part pour la Libye où il intègre la 2e brigade française libre du général Cazaud. André Gallas participe à la seconde bataille d'El Alamein en septembre et novembre 1942 puis à la campagne de Tunisie en mai 1943.
Toujours avec le BM11, qui fait maintenant partie de la 1re division française libre (1re DFL), il prend part à la campagne d'Italie à partir d'avril 1944. Le 17 mai, une violente attaque ennemie met hors de combat son capitaine et les autres officiers de son unité. Il prend alors le commandement de sa compagnie et mène le combat à son terme. Le 10 juin suivant, à Montefiascone, il est blessé à la tempe par un éclat d'obus. Sa blessure ne l'empêche pas de reprendre la lutte avec le BM11 et, le 15 août 1944, il participe au débarquement de Provence avec la 1re DFL. Suivant l'avancée des troupes alliées en France, il participe à la libération de la vallée du Rhône puis à la bataille des Vosges. Après avoir été promu lieutenant le 25 septembre 1944, il prend part à la bataille d'Alsace au cours de laquelle il est à nouveau blessé, le 18 janvier 1945, à Sand. Il doit alors être amputé d'une jambe et cesser les combats.

## Après-guerre
Après le conflit, André Gallas entre dans l'administration coloniale. Servant d'abord au sein du ministère de la France d'outre-mer, il est ensuite envoyé en Oubangui-Chari en 1951. André Gallas meurt le 17 décembre 1956 à Toulon où il est inhumé.

## Décorations
|  |  |  |
|  |  |  |

| Officier de la Légion d'honneur | Officier de la Légion d'honneur | Officier de la Légion d'honneur | Compagnon de la Libération          | Compagnon de la Libération          | Compagnon de la Libération          | Croix de guerre 1939-1945 Avec deux palmes et deux étoiles de bronze | Croix de guerre 1939-1945 Avec deux palmes et deux étoiles de bronze | Croix de guerre 1939-1945 Avec deux palmes et deux étoiles de bronze |
| Médaille des blessés            | Médaille des blessés            | Médaille des blessés            | Médaille de la Résistance française | Médaille de la Résistance française | Médaille de la Résistance française | Médaille coloniale Avec agrafes "Érythrée", "Libye" et "Tunisie"     | Médaille coloniale Avec agrafes "Érythrée", "Libye" et "Tunisie"     | Médaille coloniale Avec agrafes "Érythrée", "Libye" et "Tunisie"     |